# 55749 Eulenspiegel
55749 Eulenspiegel è un asteroide della fascia principale. Scoperto nel 1991, presenta un'orbita caratterizzata da un semiasse maggiore pari a 3,1757544 au e da un'eccentricità di 0,1584983, inclinata di 4,30846° rispetto all'eclittica.
L'asteroide è dedicato al personaggio letterario di Till Eulenspiegel, faceto protagonista di numerosi racconti popolari del nord della Germania e dei Paesi Bassi. A sua moglie Nele è altresi dedicato l'asteroide 1547 Nele.